# 赤岡修次
赤岡 修次（あかおか しゅうじ、1977年3月15日 - ）は、地方競馬の高知競馬場・田中守厩舎所属の騎手。得意な戦法は先行。

## 来歴
1994年9月29日付けで地方競馬騎手免許を取得。同年10月10日に高知競馬第2競走で初騎乗（サファリジャム）。同年10月16日高知競馬第5競走をパリスドラゴンで制し初勝利。
1996年1月、日本プロスポーツ大賞の地方競馬部門新人賞を受賞。同年9月16日第11回全日本新人王争覇戦出場（12人中10位）。
1997年3月9日阪神競馬4歳牝馬特別にイージースマイルで出走（15着）のため遠征。同競走を含む3レースに騎乗し、JRA初騎乗を記録。
1999年、レース中の落馬負傷により4か月間入院。復帰後成績不振に陥り、一度は引退を決意したが、騎手仲間の西川敏弘に諭され翻意。
2006年、167勝を挙げ、初めて高知競馬のリーディングジョッキーとなる。
2007年8月11日地方競馬通算1000勝達成。同年10月26日にスーパージョッキーズトライアルで49ポイントを獲得して総合優勝し、第21回ワールドスーパージョッキーズシリーズへの出場権を獲得した。高知の騎手が同シリーズに出場するのは史上初のこととなる。第2戦のゴールデンホイップトロフィーではカネトシツヨシオーで1着となりJRA初勝利を挙げるなどの活躍で総合3位となった。さらに12月2日の1000万下条件でも勝利し、2日間で2勝を挙げた。この2日間で得たJRAでの収得賞金は高知競馬での年間収得賞金を上回った。騎乗手当、シリーズ3位の賞金を加えると高知競馬での収入に匹敵する額となる。NAR全国リーディングで自身初の年間200勝（最終的に204勝）を達成する。
2008年、スペシャリストに騎乗して4月25日に笠松の地方全国交流重賞・オグリキャップ記念、6月1日には福山の西日本地区交流重賞・西日本グランプリを制した。
2009年8月21日第8回高知競馬1日目で8鞍に騎乗し、うち7勝をあげ高知競馬の1日最多勝記録を達成。同年10月31日第12回高知競馬1日目第10競走コスモス特別（D1選抜馬）をビッグインディで優勝（10頭立て1番人気）し、9004戦目で地方競馬通算1500勝達成。12月20日にも騎乗した計7鞍で全勝を果たし、地方競馬での1日での騎乗機会連勝タイ記録となった。この年のNARグランプリ最優秀勝率騎手賞を受賞。
2010年2月20日第18回高知競馬2日目第7競走をロックスビスティーで優勝（9頭立て1番人気）し、9230戦目で地方競馬通算1600勝達成。同年6月26日第6回高知競馬6日目第6競走をセイウンタイヨウで優勝（5頭立て1番人気）し、9450戦目で地方競馬通算1700勝達成。
2014年1月19日第14回高知競馬4日目第6競走3歳1組条件戦をシングルマザーで優勝（8頭立て1番人気）し、12032戦目で地方競馬通算2500勝達成。
2016年4月9日第1回高知競馬3日目第7競走C3-12組条件戦をヴィクトリーノヴァで優勝（12頭立て1番人気）し、14041戦目で地方競馬通算3000勝達成した。これは高知競馬所属騎手としては初の達成となった。
2020年10月25日第9回高知競馬第4日第6競走C3-17組条件戦をサンドジョーカー号で優勝（12頭立て1番人気）し、地方競馬における14年連続年間200勝を達成した。これは従来佐々木竹見が持っていた13年連続(1964年から1976年)を上回る日本記録である。
同年11月23日、第10回高知競馬第6日第10競走をモルトベーネ号で勝利し、18,386戦目で地方競馬通算4,000勝を達成した。地方競馬史上13人目の記録となる。
2021年4月1日付で工藤真治厩舎所属から田中守厩舎所属へと変更となった。

## 主な騎乗馬
- イージースマイル（1996年金の鞍賞、1997年黒潮皐月賞、花吹雪賞、高知優駿、RKC杯）
- メイショウタイカン（1998年黒潮スプリンターズカップ、黒潮マイルチャンピオンシップ）
- カチマサル（2001年高知優駿、黒潮菊花賞）
- エスケープハッチ（2005年南国王冠・高知市長賞、2006年南国王冠・高知市長賞）
- マイネルリチャード（2006年珊瑚冠賞）
- トサローラン（2007年建依別賞、珊瑚冠賞）
- スペシャリスト（2007年高知県知事賞、2008年オグリキャップ記念、西日本グランプリ）
- ケイエスゴーウェイ（2008年二十四万石賞）
- フサイチバルドル（2009年西日本グランプリ、2010年二十四万石賞、福永洋一記念、トレノ賞、珊瑚冠賞）
- ジョインアゲン（2009年黒潮マイルチャンピオンシップ）
- フジペガサス（2010年金の鞍賞）
- ポートジェネラル（2010年黒潮スプリンターズカップ）
- サウロビスティー（2010年建依別賞）
- プラネットワールド（2011年建依別賞）
- タンゴノセック（2011年久松城賞、2012年黒潮スプリンターズカップ、2012年二十四万石賞、珊瑚冠賞）
- ドンスキマー（2012年高知優駿、黒潮皐月賞）
- シーアクロス（2012年福山スプリントカップ）
- コスモワッチミー（2012年トレノ賞、金杯、黒潮マイルチャンピオンシップ、黒潮スプリンターズカップ）
- コパノエクスプレス（2013年黒潮菊花賞、土佐秋月賞）
- ファイアーフロート（2014年黒潮スプリンターズカップ、トレノ賞、建依別賞、珊瑚冠賞）
- サクラシャイニー（2014年黒潮マイルチャンピオンシップ、大高坂賞、2015年御厨人窟賞、福永洋一記念、園田FCスプリント、2016年大高坂賞、黒潮マイルチャンピオンシップ、2017年大高坂賞、御厨人窟賞）
- バズーカ（2015年秋の鞍）
- メイショウツチヤマ（2015年黒潮マイルチャンピオンシップ、2016年だるま夕日賞、二十四万石賞）
- サウスウインド（2016年はがくれ大賞典、オータムカップ、姫山菊花賞、2017年兵庫大賞典、園田金盃）
- キモンクラブ（2016年土佐春花賞）
- マルトクスパート（2016年東海桜花賞）
- イッツガナハプン（2017年だるま夕日賞、2018年だるま夕日賞、二十四万石賞、珊瑚冠賞）
- バンドオンザラン（2017年優駿スプリント）
- バンダイクブラウン（2017年加賀友禅賞）
- モズオトコマエ（2017年黒潮菊花賞）
- セイスコーピオン（2017年マイルグランプリ）
- ネオプリンセス（2017年金の鞍賞）
- ティアップリバティ（2018年大高坂賞）
- エースウィズ（2018年読売レディス杯）
- サクラレグナム（2018年建依別賞、2019年大高坂賞、黒潮スプリンターズカップ、御厨人窟賞、2020年大高坂賞、2021年黒潮スプリンターズカップ）
- クリノヒビキ（2018年園田オータムトロフィー、岐阜金賞）
- ナンヨーオボロヅキ（2019年黒潮菊花賞）
- スリラーインマニラ（2020年建依別賞）
- サラーブ（2020年秋桜賞）
- サロルン（2020年楠賞）
- グランデストラーダ（2021年秋桜賞）
- グリードパルフェ（2021年高知県知事賞、2023年六甲盃）
- グランデラムジー（2022年珊瑚冠賞）
- ボヌールバローズ（2022年ラブミーチャン記念）
- モダスオペランディ（2023年大高坂賞、御厨人窟賞、2024年だるま夕日賞）
- グラインドアウト（2024年花吹雪賞、ル・プランタン賞）
- ラピドフィオーレ（2024年兵庫ジュベナイルカップ）
- リケアマキアート（2024年金の鞍賞）
- コパノリッチマン（2025年黒潮スプリンターズカップ）
- ジュゲムーン（2025年ネクストスター西日本、黒潮皐月賞、高知優駿）
- ローズプリンスダム

出典:

## 年度別成績表

### 地方競馬
| 年度   | 1着  | 2着  | 3着  | 騎乗数 | 勝率 | 連対率 | 複勝率 |
| ------ | ---- | ---- | ---- | ------ | ---- | ------ | ------ |
| 1994年 | 18   | 21   | 20   | 252    | .071 | .155   | .234   |
| 1995年 | 67   | 61   | 69   | 580    | .116 | .221   | .340   |
| 1996年 | 82   | 59   | 61   | 619    | .132 | .228   | .326   |
| 1997年 | 71   | 78   | 60   | 583    | .122 | .256   | .358   |
| 1998年 | 68   | 48   | 55   | 528    | .129 | .220   | .324   |
| 1999年 | 43   | 33   | 36   | 433    | .099 | .176   | .259   |
| 2000年 | 32   | 31   | 28   | 436    | .073 | .144   | .209   |
| 2001年 | 32   | 29   | 36   | 447    | .072 | .136   | .217   |
| 2002年 | 50   | 41   | 67   | 563    | .089 | .162   | .281   |
| 2003年 | 70   | 74   | 91   | 688    | .101 | .209   | .342   |
| 2004年 | 90   | 76   | 68   | 630    | .143 | .263   | .371   |
| 2005年 | 140  | 103  | 88   | 696    | .201 | .349   | .476   |
| 2006年 | 150  | 90   | 86   | 650    | .231 | .369   | .501   |
| 2007年 | 215  | 134  | 94   | 749    | .287 | .466   | .591   |
| 2008年 | 215  | 131  | 114  | 727    | .296 | .476   | .633   |
| 2009年 | 257  | 139  | 86   | 719    | .357 | .551   | .      |
| 2010年 | 251  | 120  | 85   | 646    | .389 | .574   | .      |
| 2011年 | 240  | 134  | 101  | 678    | .354 | .552   | .      |
| 2012年 | 231  | 159  | 99   | 749    | .308 | .521   | .      |
| 2013年 | 221  | 173  | 98   | 820    | .270 | .480   | .      |
| 通算   | 2513 | 1709 | 1420 | 12076  | .208 | .350   | .      |

### 中央競馬
| 年度   | 勝利数 | 騎乗数 | 勝率 |
| ------ | ------ | ------ | ---- |
| 1997年 | 0      | 3      | .000 |
| 2007年 | 2      | 13     | .154 |
| 通算   | 2      | 16     | .125 |

## 篤志活動
2007年、ワールドスーパージョッキーズシリーズ出場で得た賞金から30万円をNPO法人「高知市こども劇場」に寄付。翌2008年以降も同法人に対して寄付を行っている。